# 王軍輝
王 軍輝（漢音読み：おう ぐんき、簡体字：王军辉、繁体字：王軍輝、拼音：Wáng Jūnhuī、Wang Junhui、1995年5月18日 - ）は、中華人民共和国・広東省深圳市出身のサッカー選手。中国サッカー・スーパーリーグ・広州恒大所属。ポジションはミッドフィールダー。

## 来歴

### クラブ

#### 広州恒大
2014年、広州恒大ユースからトップチームへ昇格した。

## 所属クラブ
ユース経歴
- 2013年 - 2014年  広州恒大足球倶楽部

プロ経歴
- 2014年 -  広州恒大足球倶楽部 / 広州恒大淘宝足球倶楽部
  - 2016年  石家荘永昌 (期限付き移籍)
  - 2016年  武漢卓爾 (期限付き移籍)

## タイトル

### クラブ
広州恒大
- AFCチャンピオンズリーグ：1回 (2015)
- 中国サッカー・超級リーグ：2回 (2014, 2015)